# Salomy Jane (1923)
Salomy Jane is een Amerikaanse stomme film uit 1923, onder regie van George Melford met in de hoofdrollen Jacqueline Logan, George Fawcett, Maurice Flynn en William B. Davidson. De film is een remake van de gelijknamige film uit 1914. Destijds werd de film in Nederland uitgebracht onder de titel De overval op den postwagen. De film is wellicht zoekgeraakt.

## Verhaal
Tijdens de Californische goldrush staat een mysterieuze vreemdeling op het punt om gelyncht te worden voor een vermeende overval op de postkoets. Hij kan echter ontsnappen met de hulp van Salomy Jane. Ondertussen wordt Larabee, een oude vijand van Janes vader Madison Clay, vermoord en opnieuw valt de verdenking op de vreemdeling. Omdat hij denkt dat zijn dochter de moord heeft gepleegd, neemt Madison Clay de schuld op zich. Uiteindelijk worden zowel hij als de vreemdeling vrijgesproken wanneer de echte dader wordt gevonden, waarna Salomy trouwt met de vreemdeling.

## Rolverdeling
| Acteur                | Personage          | Opmerkingen          |
| --------------------- | ------------------ | -------------------- |
| Jacqueline Logan      | Salomy Jane        |                      |
| George Fawcett        | Yuba Bill          |                      |
| Maurice 'Lefty' Flynn | The Man            | als Maurice B. Flynn |
| William B. Davidson   | Gambler            | als William Davidson |
| Charles Stanton Ogle  | Madison Clay       |                      |
| Billy Quirk           | Colonel Starbottle | als William Quirk    |
| G. Raymond Nye        | Red Pete           |                      |
| Louise Dresser        | Mrs. Pete          |                      |
| James Neill           | Larabee            |                      |
| Thomas Carrigan       | Rufe Waters        | als Tom Carrigan     |
| Clarence Burton       | Baldwin            |                      |
| Barbara Brower        | Mary Ann           |                      |
| Milton Ross           | Steve Low          |                      |